# Mochipaco
Mochipaco (del idioma mayo Mótchi páaku: "Tortuga en el llano") es un ejido del municipio de Etchojoa ubicada en el sur del estado mexicano de Sonora, en la zona del valle del Mayo. Según los datos del Censo de Población y Vivienda realizado en 2020 por el Instituto Nacional de Estadística y Geografía (INEGI), el ejido tiene un total de 823 habitantes.

## Geografía
Mochipaco se sitúa en las coordenadas geográficas 26°56'14" de latitud norte y 109°39'27" de longitud oeste del meridiano de Greenwich, a una elevación de 16 metros sobre el nivel del mar.